# 索伦部
索伦部（穆麟德轉寫：solon）是清代达斡尔族、鄂温克族、鄂伦春族等少數民族的统称，有時特指鄂溫克族。他们共同信奉萨满教，具有相互联姻的近亲关系。「索伦」是达斡尔人对鄂伦春人的稱呼，意为“生活在山林的人”，因鄂温克人英勇善战，所以其周边部族同被称为索伦部。索伦部并非一个具體民族，而是生活在東西伯利亞、外興安嶺、中國東北周边各通古斯系民族的统称，很多索伦人在清朝进入了满洲八旗而成为了满族，其他的索伦人编入布特哈八旗和索伦八旗。著名人物有乾隆時期的海蘭察。
索伦部除了分别编入墨尔根驻防八旗和布特哈八旗外，雍正年间将1636名索伦兵另编两翼八旗二十四佐领归属呼伦贝尔驻防。